# Pierre-Louis de Lacretelle

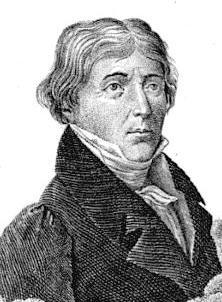
Pierre-Louis de Lacretelle

Pierre-Louis de Lacretelle (* 9. Oktober 1751 in Metz; † 5. September 1824 in Paris) war ein französischer Politiker, Literat und Mitglied der Académie française.

## Leben und Werk
Pierre-Louis de Lacretelle war der ältere Bruder des Historikers Charles de Lacretelle (1766–1855) und deshalb auch als Lacretelle l’Aîné (der Ältere) bekannt. Als Rechtsanwalt ging er 1778 von Metz nach Paris und verkehrte dort mit d’Alembert, Condorcet, La Harpe, Buffon, Turgot und Malesherbes, mit dem er besonders befreundet war und der ihm 1787 in die königliche Reformkommission zur Justizgesetzgebung verhalf. In der Encyclopédie méthodique betreute er die vier Bände Logique et métaphysique. Er war Mitglied der Metzer Akademie (Académie nationale de Metz).
De Lacretelle begrüßte die Französische Revolution, war in den Generalständen Vertreter des Dritten Standes und ab November 1791 Abgeordneter der Gesetzgebenden Nationalversammlung. Er gehörte zu den Gründern des Clubs der Feuillants. Als Gemäßigter zog er sich im August 1792 in die Provinz zurück und betrat erst nach dem Sturz Robespierres wieder die Pariser Bühne. Im Oktober 1800 wurde er in das seit Januar existierende Corps législatif (Gesetzgebende Körperschaft) gewählt. Bei der Neuorganisation des Institut de France 1803 besetzte er in der neuen 2. Klasse (praktisch die alte Académie française) den Sitz Nr. 21 und behielt ihn 1816 bei der namentlichen Restaurierung der Académie française. Ansonsten lebte er in der Zeit Napoleons zurückgezogen. 1817 gründete er zusammen mit Benjamin Constant und anderen die Tageszeitung La Minerve française, die 1820 verboten wurde. Er selbst wurde zu Gefängnis verurteilt, aber vom König begnadigt. Er starb 1824 im Alter von 72 Jahren.

## Werke (Auswahl)
- Mélanges de jurisprudence. Paris 1778.
- Oeuvres diverses. 5 Bde. Treuttel et Wurtz, Paris 1802–1807.
- Fragments politiques et littéraires. Paris 1817.
- Œuvres. 6 Bde. Bossange frères, Paris 1823–1824.
- Charles-Artaut Malherbe ou le fils naturel, roman théâtral. 1824.
- Plaidoyer pour deux juifs de Metz contre l’Hôtel de Ville et le Corps des marchands de Thionville. Textes de 1777 et de 1823. Paris 1928.